# Discul de Aur de pe Voyager

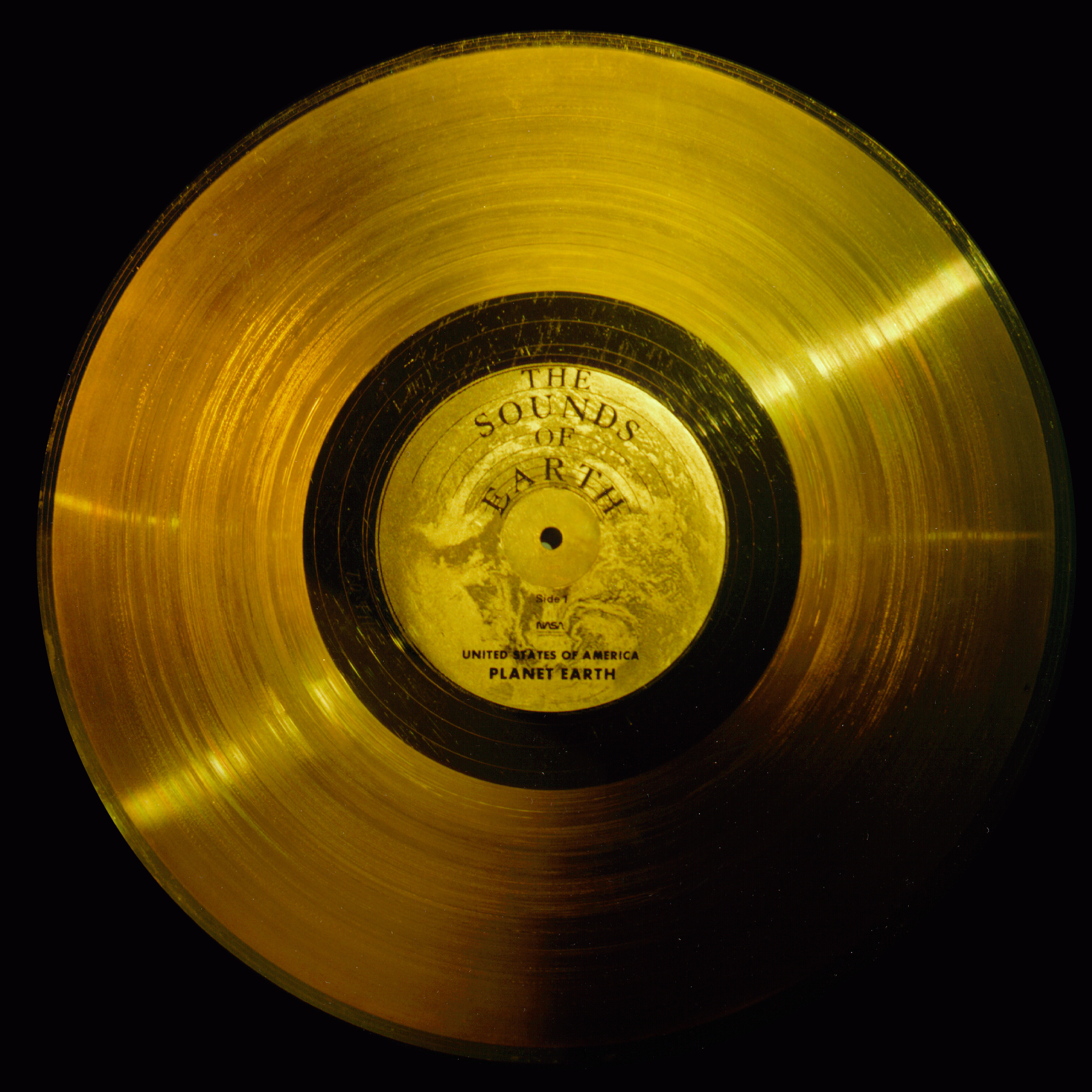
Discul de Aur de pe Voyager.

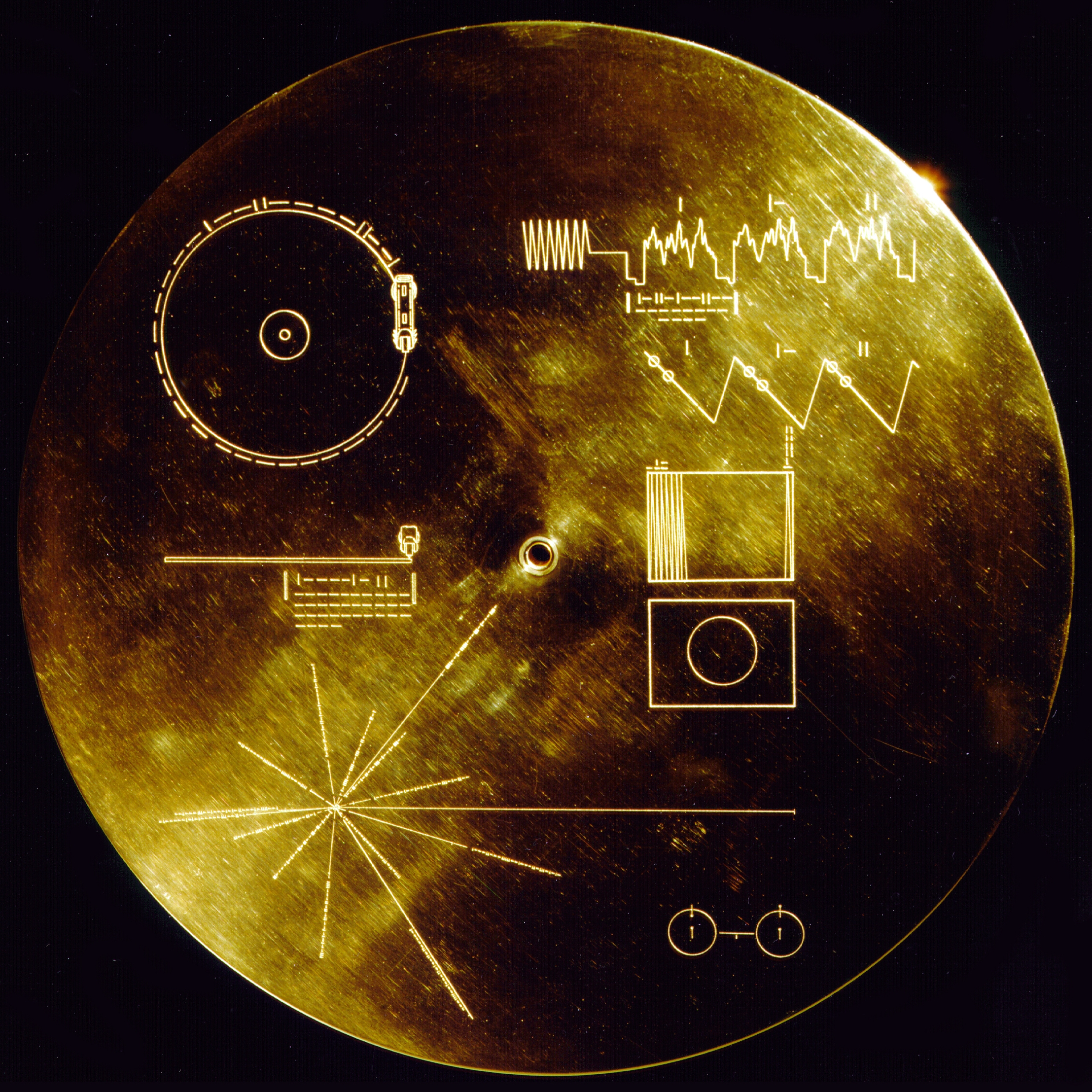
Coperta Discului de Aur de pe Voyager

Discul de Aur de pe Voyager este un disc de gramofon amplasat pe două sonde spațiale Voyager lansate în 1977.
Discul conține sunete și imagini menite să ilustreze diversitatea vieții și culturii pe Pământ și a fost trimis cu intenția de a fi descoperit de orice ființe inteligente sau oameni ai viitorului.
Sondele Voyager nu se îndreaptă spre o destinație anume, dar Voyager 1 va trece la 1,6 ani-lumină distanță de steaua Gliese 445, în prezent situată în constelația Girafa (Camelopardalis) peste aproximativ 40000 de ani.
Din cauza dimensiunilor lor mici comparativ cu spațiul interstelar, probabilitatea ca sondele Voyager să întâlnească o civilizație spațială este foarte redusă, mai ales că până la urmă ele vor înceta să emită radiație electromagnetică intenționată pentru comunicații.
Carl Sagan a spus că "Sondele vor fi întâlnite și discurile ascultate doar dacă există civilizații capabile de călătorii spațiale în spațiul interstelar. Însă lansarea acestei „sticle” în „oceanul” spațial spune cuvinte pline de speranță despre viața pe această planetă." Astfel, înregistrarea de pe disc e mai degrabă văzută ca o capsulă a timpului sau o declarație simbolică decât ca o încercare serioasă de comunicare cu viața extraterestră. 

## Context
Sondele Voyager 1 și 2 sunt în acest moment cele mai îndepărtate obiecte făcute de mâna omului. Voyager 1 a pătruns în spațiul interstelar — regiunea dintre stele ocupată de plasma galactică. Ca și sondele predecesoare, Pioneer 10 și 11, care purtau doar o simplă placă, ambele sonde Voyager au fost lansate de NASA cu un mesaj la bord — un fel de „capsulă a timpului”, intenționată a spune extratereștrilor povestea oamenilor Pământului.
|  | This is a present from a small, distant world, a token of our sounds, our science, our images, our music, our thoughts and our feelings. We are attempting to survive our time so we may live into yours. (română Acesta este un cadou dintr-o lume mică și îndepărtată, o mărturie a sunetelor, științei, imaginilor, muzicii, gândurilor și sentimentelor noastre. Ne străduim să supraviețuim timpului nostru pentru a putea fi în viață în al vostru.) | — Președintele SUA Jimmy Carter |

## Conținut
Conținutul înregistrării a fost selectat pentru NASA de un comitet condus de Carl Sagan de la Universitatea Cornell. Sagan și asociații săi au asamblat 116 imagini și o varietate de sunete naturale, cum sunt cele produse de surf, vânt, fulger și animale (inclusiv cântecele păsărilor și balenelor). Ei au adăugat selecții muzicale din culturi și ere diferite, formule de salut vorbite în 55 de limbi clasice și moderne, precum și mesaje tipărite din partea președintelui SUA Jimmy Carter și a Secretarului General ONU , Kurt Waldheim.
Colecția de imagini include numeroase fotografii și diagrame alb-negru, dar și color. Primele imagini sunt de interes științific, indicând cantități matematice și fizice, Sistemul Solar și planetele sale, ADN-ul, precum și anatomia umană și reproducerea. S-a avut în vedere includerea nu numai a imaginilor cu oameni, dar și cu unele animale, insecte, plante și peisaje. Imaginile cu oameni reprezintă o gamă largă de culturi. Aceste imagini prezintă mâncare, arhitectură și oameni în portrete, precum și în activitățile lor zilnice. Numeroase imagini sunt adnotate cu una sau mai multe indicații asupra scalei de timp, mărime sau masă. Unele imagini conțin indicații asupra compoziției chimice. Toate măsurile folosite în ilustrații sunt definite în primele câteva imagini folosind referințe fizice care sunt, după toate probabilitățile, consecvente oriunde în univers.
Selecția muzicală este și ea variată, oferind artiști cum sunt Bach, Mozart, Beethoven, Stravinsky, Guan Pinghu, Blind Willie Johnson, Chuck Berry și Kesarbai Kerkar.
După ce NASA a primit critici din cauza nudității de pe placa Pioneer (desene cu linii ale unui bărbat și ale unei femei, goi), agenția a ales să nu îi permită lui Sagan și colegilor lui să includă o fotografie a unui bărbat și al unei femei goi în cadrul înregistrării. În locul acestora a fost inclusă doar o siluetă a cuplului. De fapt, înregistrarea conține în "Diagrama evoluției vertebratelor", de Jon Lomberg, desene ale unui bărbat și ale unei femei, goi, corecte din punct de vedere anatomic, indicând organele externe.
Harta pulsar și diagrama moleculei de hidrogen sunt împărțite în comun cu placa Pioneer.
Cele 116 imagini sunt codificat în formă analogică și sunt compuse din 512 linii verticale. Restul înregistrării este audio, destinat pentru a fi redat la 16⅔ rotații pe minut.

## Redare

Explicația diagramei de pe coperta discului de pe Voyager, oferită de NASA

În colțul de sus stânga se află un desen ușor de recunoscut a discului de fonograf și acul său de înregistrator. Acul se află în poziția corectă pentru audiția discului de la început. Perioada corectă a unei rotații, de 3.6 secunde, exprimată în unități temporale de 0.70 miliarde dintr-o secundă, perioadă de timp asociată cu tranziția fundamentală a atomului de hidrogen, este scrisă în jurul discului, în aritmetică binară. Desenul indică faptul că discul trebuie audiat din exterior spre interior. Sub acest desen se află o vedere laterală a discului și a acului de înregistrator, cu un număr binar care exprimă durata unei părți a discului – aproximativ o oră.
Informațiile din porțiunea din colțul de sus dreapta a coperții sunt destinate să arate cum trebuie construite imaginile de pe semnalele înregistrate. Desenul de sus arată semnalul tipic care apare la începutul unei imagini. Imaginea este construită pornind de la semnal, ceea ce clasifică imaginea ca o serie de linii verticale, similară televiziunii analoge (în care imaginea este o serie de linii orizontale). Liniile 1, 2 și 3 ale imaginii sunt notate în numere binare, iar durata uneia dintre "liniile imaginii," de aproximativ 8 millisecunde este și ea notată. Desenul care se află chiar sub acestea arată modul în care aceste linii trebuie desenate vertical, cu "amestecare" decalată pentru a reda corect imaginea. Imediat sub acesta se află un desen al unei întregi imagini raster, dovedind că într-o imagine completă sunt 512 (29) linii verticale. Chiar sub acesta, se găsește o copie a primei imagini de pe disc pentru a verifica decodificarea corectă a semnalelor. Un cerc s-a folosit în această imagine pentru certitudinea că beneficiarii folosesc raportul corect al înălțimii orizontale și verticale în reconstruirea imaginii. Imaginile color au fost reprezentate de trei imagini în ordine, câte una pentru componentele roșii, verzi și albastre ale imaginii. O imagine color a spectrumului soarelui a fost inclusă pentru scopuri de calibrare.
Desenul din colțul de jos stânga este harta pulsar, trimisă anterior ca parte a plăcilor de pe Pioneer 10 și 11. Desenul indică locația sistemului solar în raport cu14 pulsari, a căror perioade exacte sunt specificate. Desenul conține două cercuri în colțul de jos dreapta este al atomului de hidrogen atom în cele două stări mai înguste, cu o linie conectoare și cu cifra 1 care indică faptul că intervalul de timp asociat cu tranziția dintr-o stare în alta trebuie folosită ca scală temporală fundamentală, și pentru
timpul dat pe copertă, dar și în imaginile decodate.

## Materiale folosite
Discul este făcut din cupru placat cu aur, iar coperta din aluminiu. Pe copertă este electrodepusă o probă ultra-pură de uraniu-238. Uraniul-238 are un timp de înjumătățire de 4,468 miliarde de ani, astfel că e posibil (de exemplu prin spectrometrie de masă) ca o civilizație care ar găsi obiectul să folosească raportul uraniului rămas față de elementele derivate pentru a determina vârsta discului.
De asemenea, discul purta inscripția-dedicație "To the makers of music – all worlds, all times" (română „Creatorilor de muzică - toate lumile, toate timpurile”) gravată manual pe suprafața dintre eticheta și zona înregistrabilă. Din moment ce gravarea nu făcea parte din specificațiile originale, discul a fost inițial refuzat, spre a fi înlocuit cu un disc gol. Mai târziu, Sagan a reușit să convingă administratorul să accepte discul asa cum era.

## Călătoria
Voyager 1 a fost lansat în 1977, a depășit orbita lui Pluto în 1990 și a părăsit sistemul solar în noiembrie 2004. Sonda se află acum în Centura Kuiper. În circa 40000 de ani, sondele Voyager vor trece la o distanța de 1,8 ani-lumină de două stele distincte: Voyager 1 se va fi apropiat de steaua Gliese 445, situată în constelația Ophiucus, iar Voyager 2 de steaua Ross 248, din constelația Andromeda.
În martie 2012, Voyager 1 se afla la peste 17,9 miliarde de kilometri de Soare, călătorind cu o viteză de 3,6 UA pe an, în timp ce Voyager 2 era la peste 14,7 miliarde de kilometri distanță, deplasându-se cu viteza de aproape 3,3 UA pe an.
Voyager 1 a pătruns în helio înveliș, regiunea de dincolo de șocul terminal. Șocul terminal se situează acolo unde vântul solar, un flux de particule încărcate electric emis continuu de Soare, este încetinit de presiunea gazului interstelar. La nivelul șocului terminal, vântul solar încetinește brusc de la viteza sa medie normală de 300-700 km/s și devine mai dens și mai fierbinte.
Din cele unsprezece instrumente aflate la bordul lui Voyager 1, cinci din ele sunt încă operaționale și continuă și astăzi sa ne trimită date. Se preconizează ca energia necesara funcționării acestor instrumente va deveni insuficientă dincolo de anul 2025. După aceasta, sonda va continua călătoria sa în jurul Căii Lactee.
Pe 12 septembrie 2013, NASA a anunțat ca Voyager 1 a părăsit Sistemul Solar și a pătruns în spațiul interstelar.

## În cultura populară

### Film
- În Star Trek: Filmul (1979), sonda fictivă Voyager are un rol semnificativ în subiectul filmului.
- Filmul științifico-fantastic Omul din stele  (1984) a prezentat discul de aur ca fiind localizat de o inteligență extraterestră care a trimis ulterior un reprezentat al rasei lor pentru a investiga viața inteligentă de pe Pământ (totuși, în film, discul este prezentat greșit conținând melodia "(I Can't Get No) Satisfaction" (română "(Nu pot găsi) Satisfacție") de The Rolling Stones).
- Un element cheie din filmul științifico-fantastic Fără avertizare (1994) implică o rasă de extratereștrii care au interceptat sonda Voyager și o parte retransmisă a mesajului trimis înapoi spre pământ de către Secretarul General al ONU.
- În Câmp de luptă - Pământul (2000), o rasă de extratereștrii găsește sonda Voyager și este interesată de Pământ deoarece aurul este extrem de rar și valoros pentru ei.

### Televiziune
- Într-un fragment din Saturday Night Live ("Next Week in Review" - "Săptâmâna viitoare pe scurt"), în episodul 64 al celui de-al treilea sezon al spectacolului de TV (difuzat inițial în 1978), personajul lui Steve Martin, un mediu numit Cocuwa, prezice că pe coperta revistei Time de săptămâna următoare vor apărea cele patru cuvinte "Send more Chuck Berry" ("Trimiteți mai mulți Chuck Berry"), cuvinte care se presupune că au fost trimise de extratereștrii către Pământ cu o săptămână în urmă.[10]
- În serialul stiințifico-fantastic Dosarele X, discul este menționat în primul episod al celui de-al doilea sezon "Little Green Men" ("Omuleții verzi") (difuzat inițial în 1994).
- În episodul "Where No Mouse Has Gone Before" ("Unde nu a mai ajuns niciun șoarece") (difuzat iniția în 1995) din serialul de desene animate Pinky and the Brain, Brain schimbă design-ul discului de aur astfel încât să arate corpul său și al lui Pinky drept conducătorii Pământului. Când extratereștrii interceptează discul, îi capturează pe Pinky și Brain ca animale de companie, crezând că ei sunt conducătorii Pământului.
- În desenul animat Transformers, Beast Wars (1996-1999), unul dintre discuri este un punct cheie al subiectului, care pune seria în mișcare.
- Discul este un element al subiectului unui episod din sezonul cinci din Viața la Casa Albă, intitulat "The Warfare of Genghis Khan" ("Războiul lui Genghis Khan") (difuzat inițial în 2004).
- În episodul doi al serialului Doctor Who, "A Day in the Death" ("O zi de moarte") (difuzat inițial în 2008), Torchwood, Owen Harper spune că a găsit o capsulă extraterestră cu muzică frumoasă despre care spune că este un răspuns la Voyager.
- În serialul speculativ Life After People în episodul al șapte din primul sezon, "Sin City Meltdown" ("Accidentul nuclear din Sin City") (difuzat inițial în 2009), după mii de ani de călătorie în spațiu, sondele Voyager vor fi distruse atât de mult de impacturi ale unor micrometeoriți încât discurile probabil vor deveni imposibil de citit.
- În serialul Cosmos: A Spacetime Odyssey, Discul de Aur de pe Voyager cântă în timp ce Neil DeGrasse Tyson vorbește despre minunile Universului nostru, în primul și ultimul episod, din sezonul întâi (difuzat inițial în 2014).

## Publicații
Majoritatea imaginilor folosite pe disc (reproduse în alb și negru), împreună cu informații despre alcătuirea lui, pot fi găsite în cartea Murmurs of Earth: The Voyager Interstellar Record (Murmure de pe Pământ: Discul Interstelar Voyager) de Carl Sagan, F.D. Drake, Ann Druyan, Timothy Ferris, Jon Lomberg, și Linda Salzman din 1978. O versiune pe CD-ROM a fost editat de Warner New Media în 1992. CD-ROM-ul a fost rezultatul eforturilor lui Sagan pentru obținerea certificatelor de autor pentru numeroase pasaje muzicale și fotografii conținute de Discul de Aur original, pentru a permite includerea lor în lansarea făcută de Warner New Media. (Titularii drepturilor de autor pentru imaginile și muzica de pe discul original au semnat înțelegeri care permiteau audiția lucrărilor numai în afara sistemului solar.)
În iulie 1983, BBC Radio 4 a difuzat documentarul de 45 de minute Music from a Small Planet (Muzică de pe o planetă mică), în care Sagan și Druyan au explicat procesul de selecție a muzicii pentru disc și au prezentat fragmente de pe disc.